# Gradus ad Parnassum
 (août 2024).
Motif : L'article traite de plusieurs sujets (général et l'ouvrage de Fux) en même temps
Pour les articles homonymes, voir Gradus ad Parnassum (Fux) et Gradus ad Parnassum (Clementi).

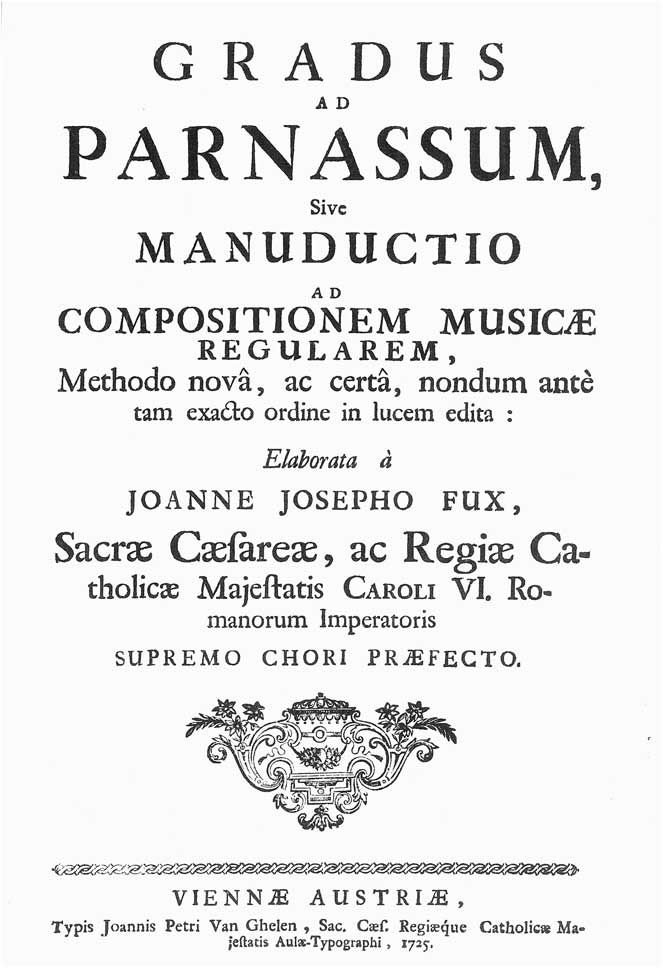
Le Gradus de Johann Joseph Fux (1725).

Un Gradus ad Parnassum (locution latine signifiant « Montée au Parnasse »), parfois simplement appelé un Gradus, est un ouvrage pédagogique concernant la littérature, la musique, ou les arts en général. Le mont Parnasse est la demeure, dans la mythologie grecque et latine, des neuf Muses, déesses des Arts.

## Poésie
On a d'abord appliqué cette expression à un dictionnaire latin ou grec dans lequel la quantité vocalique de chaque voyelle était indiquée dans le but de fournir une aide à la versification latine ou grecque (en effet, la métrique des poésies antiques repose sur la longueur des syllabes).
Toujours afin d'aider l'étudiant, ce type d'ouvrage rassemblait également pour chaque entrée les synonymes, les épithètes et les expressions poétiques, ainsi que des extraits d'œuvres célèbres.
Le premier Gradus ad  Parnassum fut compilé en 1687 par le jésuite Paul Aler (1656-1727).
En 1867 est publié le « Nouveau dictionnaire de versification et de poésie latines Gradus ad Parnassum » par Alfred de Wailly.

## Musique
Le terme fut ensuite appliqué à la musique : Johann Joseph Fux publia un « Gradus ad Parnassum » en 1725, véritable traité pédagogique de l'art du contrepoint. Cet ouvrage eut un énorme succès, et servit à la formation musicale de Mozart et Haydn.
D'autres séries d'exercices musicaux reçurent ce titre, par exemple Muzio Clementi à créé une série en trois tommes nommé « Gradus ad Parnassum » d'exercices de dextérité pour le pianoforte, ou Carl Czerny, ou encore pour le violon par Ernst Heim.
Claude Debussy parodie ce type de recueil en intitulant Doctor Gradus ad Parnassum (allusion à Clementi), la première pièce de sa suite pour piano Children's Corner.

## Version originale et traductions de son époque
- (la + de + en + fr) Johann Joseph Fux, Gradus ad Parnassum, Vienna, Johann Peter van Ghelen, 1725 (lire en ligne)

## Éditions récentes
- Johann Joseph Fux, Gradus ad Parnassum, texte original intégral, introduction, traduction et notes de Jean-Philippe Navarre, Éditions Mardaga, 2000.  (ISBN 2870097425)
- Johann Joseph Fux, Gradus ad Parnassum - Traité de contrepoint, avec disque compact, traduction du texte latin de Jo Anger-Weller et Irène Saya, Éditions Henry Lemoine, 97 pages, 2012. (ISMN 9790230989336)
- Johann Joseph Fux, Gradus ad Parnassum, traduction inédite et intégrale du texte par Simonne Chevalier, Éditions Gabriel Foucou, 2019.  (ISBN 9782955609361)